# Pasek stanu

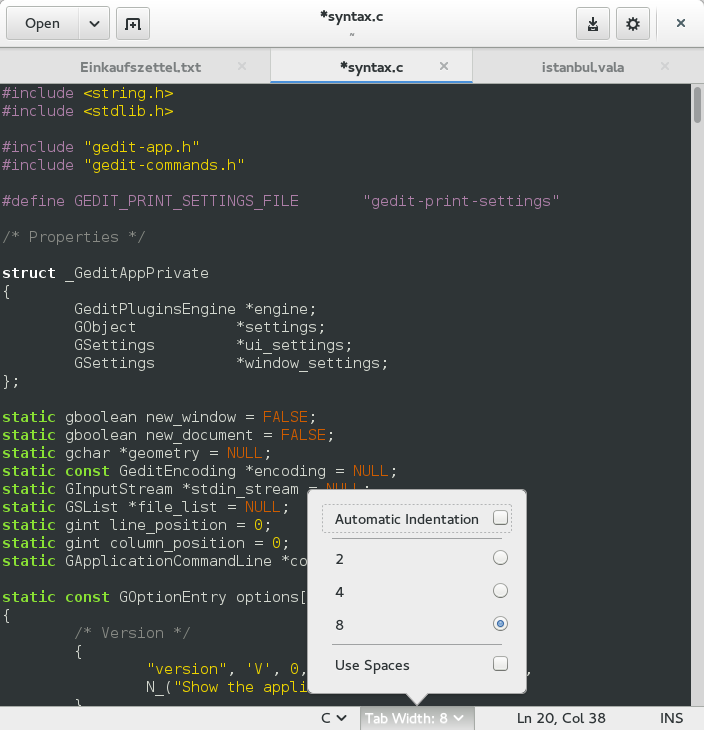
Pasek stanu widoczny w dolnej części okna programu gedit

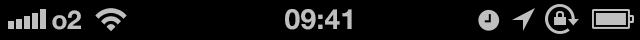
Pasek stanu na urządzeniu mobilnym

Pasek stanu jest elementem interfejsu użytkownika. W aplikacjach uruchamianych na komputerach osobistych najczęściej jest umieszczony na dole okna programu. Na urządzeniach mobilnych pasek stanu jest umieszczony na górze ekranu.
Pasek stanu prezentuje informacje związane z aktualnym stanem okna oraz może być podzielony na części w celu pogrupowania prezentowanych informacji. Poza prezentowaniem informacji pasek stanu może umożliwiać wykonywanie akcji. Przykładowo w procesorze tekstów może umożliwiać zmianę przybliżenia edytowanej strony lub zmieniać układ wyświetlania stron na ekranie.